# Vivier-au-Court
Vivier-au-Court è un comune francese di 3 504 abitanti situato nel dipartimento delle Ardenne nella regione del Grand Est.

## Società

### Evoluzione demografica
Abitanti censiti